# Valparaíso, mi amor
Valparaíso, mi amor es una película chilena de 1969, dirigida por Aldo Francia y filmada en la ciudad de Valparaíso.

## Sinopsis
Esta película narra la historia de cuatro hermanos que quedan semi desamparados, al cuidado de su madrastra, luego de que su padre, un matarife desempleado, es encarcelado por robarse una vaca y carnearla para alimentar a su familia. Cuando los niños quedan solos se enfrentan bruscamente a una nueva realidad: La pobreza de los cerros de Valparaíso en los años 60. Es así que se ven obligados a buscar su propio sentido de supervivencia. A lo largo de la película podemos ver como los personajes van evolucionando: uno de los niños muere, la niña termina siendo prostituta y los otros dos delincuentes.

## Personajes
- Mario: Hugo Cárcamo.
- María: Sara Astica.
- Antonia: Liliana Cabrera.
- Marcelo: Marcelo Hidalgo.
- Ricardo: Rigoberto Rojo.
- Chirigua: Pedro Manuel Álvarez.

## Banda sonora
Una de las canciones utilizadas como parte de la banda sonora fue el tema «La joya del Pacífico», interpretada por Jorge Farías.

## Título
El director del filme, Aldo Francia, ha señalado que el nombre es una referencia a la película francesa Hiroshima, moun amour pero con un sentido opuesto: mientras la película franco-japonesa es de amor, la suya es "un canto al anti-amor, que toda una sociedad, que todo un sistema pueda tener por los estratos más modestos de la población".